# Verdrag van Parijs (1802)
Het Verdrag van Parijs werd ondertekend op 25 juni 1802. Het was een verdrag tussen de Eerste Franse Republiek, onder consul Napoleon Bonaparte en het Ottomaanse Rijk, dat op dat moment werd geregeerd door sultan Selim III. Het was de definitieve bezegeling van een voorbereidend verdrag van 9 oktober 1801, dat een einde bracht aan de Franse expeditie in Egypte en de Franco-Ottomaanse relaties herstelde tot de status quo ante bellum. In het verdrag stemde het Ottomaanse Rijk ook in met het Verdrag van Amiens van 25 maart 1802, een vredesverdrag tussen Frankrijk en het Verenigd Koninkrijk, dat volgde op de overgave van de Franse troepen tegenover de Britten in Egypte tijdens de Overgave van Alexandrië in augustus 1801.
De relaties tussen Frankrijk en het Ottomaanse Rijk kwamen onder druk te staan na de Franse inname van de Ionische Eilanden in 1797 en door het verspreiden van anti-Ottomaanse propaganda door de Fransen in de Balkan. Bij de start van de Franse expeditie in Egypte verklaarde het Ottomaanse Rijk op 9 september 1798 de oorlog aan Frankrijk en ondertekende het een vriendschapsverdrag met het Russische Keizerrijk op 23 december van datzelfde jaar. Dit was het begin van de Tweede Coalitie. Tijdens de oorlog wisten de Ottomanen in oktober 1798 de Ionische Eilanden overigens te heroveren met Russische steun. Nadien werd er de Republiek van de Zeven Eilanden opgericht.
Opmerkelijk is dat het verdrag drie kalenders hanteert: de Franse republikeinse kalender, de islamitische kalender en de gregoriaanse kalender. De Franse ondertekenaar was Charles Maurice de Talleyrand-Périgord, die van het Ottomaanse Rijk Mehmed Said Galip Pasha. Na de verdragssluiting onderhielden beide landen goede banden.